# 46568 Stevenlee
46568 Stevenlee è un asteroide della fascia principale. Scoperto nel 1991, presenta un'orbita caratterizzata da un semiasse maggiore pari a 1,9633486 UA e da un'eccentricità di 0,0989230, inclinata di 19,14255° rispetto all'eclittica.